# 中福良站
中福良站（日语：／ Nakafukura eki */?）是位於鹿兒島縣霧島市隼人町嘉例川，九州旅客鐵道（JR九州）的肥薩線車站。車站位處霧島市山區，與鹿兒島縣道477號並排。

## 車站構造
本站自開站起便採用簡易車站模式，並未有設置站房，入口亦不明顯，需通過引水道旁的小橋後才可到達細小的車站入口，站牌亦只是懸掛在入口旁的標誌竿上。

## 月台
只設有側式月台1座，長度只有80米，有效長度為4輛。列車不能在此交換。月台寬度相對狹窄，亦只有在月台中央建有一個木製的有蓋候車亭，及旁邊另有一座細小水泥建的儲物室。
候車亭內左側設了一塊告示板，是位於車站附近的特認校霧島市立中福良小學常設的展覽板，會定時更換校內學生的作品，中央部份除了有一張4座位的候車座椅、車站打掃用的物品及小學生佈置車站用的裝飾外，亦少有地掛有2塊由來而久、由國分隼人獅子會所設立的宣傳板，提示使用者「這是大家的街道，一起保持整潔吧！」（みんなのまちです　きれいにしましょう）。
列車進站時，往吉松方向為左側上落；往隼人方向為右側上落。
| 路線    | 方向 | 目的地                                       |
| ------- | ---- | -------------------------------------------- |
| ■肥薩線 | 上行 | 吉松、經■吉都線及■日豐本線往都城、南宮崎方向 |
| ■肥薩線 | 下行 | 隼人方向                                     |

## 歷史
- 1958年2月1日：車站啟用[1]。
- 1987年4月1日：國鐵分割民營化，車站由九州旅客鐵道（JR九州）承繼

### 月台
| 路線    | 上下行 | 方向                                         |
| ------- | ------ | -------------------------------------------- |
| ■肥薩線 | 下行   | 隼人方向                                     |
| ■肥薩線 | 上行   | 吉松、經■吉都線及■日豐本線往都城、南宮崎方向 |

過往JR九州有曾在時間表上稱呼本月台為1號月台，但現時的版本已經將車站編號取去。

## 使用狀況
- 在2016年度，1日平均乘車人次為3人[3]，自2016年起，由於JR九州只公佈使用人數首300個車站的人數，本站因未達至首300位而未有公佈實質使用人數，又因一直未能達到每日乘車人數超過100人，因此亦未有上名[4]。

| 年度     | 1日平均 乘車人次 | 1日平均 上下車人次 |
| -------- | ---------------- | ------------------ |
| 2000     | 13               |                    |
| 2001     | 19               |                    |
| 2002     | 17               |                    |
| 2003     | 17               |                    |
| 2005     | 17               |                    |
| 2006     | 13               |                    |
| 2007     | 14               | 27                 |
| 2008     | 13               | 25                 |
| 2009     | 7                | 13                 |
| 2010     | 7                | 13                 |
| 2011     | 8                | 18                 |
| 2012     | 2                | 5                  |
| 2013     | 2                | 4                  |
| 2014     | 3                | 5                  |
| 2015     | 2                | 4                  |
| 2016     | 3                | 5                  |
| 2017以後 | 未有提供         | 未有提供           |

## 相鄰車站
九州旅客鐵道（JR九州）
■肥薩線
嘉例川－中福良－表木山

## 其他
地理上和直線距離上，本站是距離鹿兒島機場最近的鐵路車站，而車站對出的縣道十字路口（日枝神社）亦的確有能讓私家車通行的單程支路，經中福良小學校的左側小路上山（與「往機場」的路牌相反）後，再經過跑道下的隧道、再經過一段農田路後便可到達機場大樓入口。駕駛時間約為15分鐘，步行則需要50分鐘。亦可以按回正常路段，由縣道477號北上至接近嘉例川站時接續縣道56號及國道504到達，車程相約，亦相對較安全。加例川站外每天亦有三至四班公共巴士可以直達機場。但不少鐵路迷或行山人士都愛將前者路段拍成影片，再放上社交平台上分享。

## 外部連結
- 中福良（車站資訊） - 九州旅客鐵道